# Gum Springs
Gum Springs è un comune degli Stati Uniti d'America, situato in Arkansas, nella contea di Clark.